# Beautifulgarbage
Beautifulgarbage è il terzo album del gruppo statunitense Garbage, pubblicato nel 2001 dalla Mushroom Records.

## Il disco
Quattro i singoli estratti dall'album (Androgyny, Cherry Lips, Breaking up the Girl e Shut Your Mouth), il secondo dei quali divenne famoso anche grazie al fatto di essere stato scelto come jingle di una nota marca di orologi. Il primo singolo, Androgyny, non entrò nella Top 20 UK e negli Stati Uniti passò quasi inosservato. Nonostante il basso impatto del primo singolo, l'album ricevette delle buone recensioni dalla rivista Rolling Stone e da altre riviste di settore. Si posizionò quindi al numero 6 delle classifiche inglesi e al numero 13 di quelle statunitensi. Il secondo singolo, Cherry Lips, stazionò per 3 settimane nella Top 40 inglese. Il gruppo andrà in tour di supporto agli U2 in Europa, e successivamente con i No Doubt negli Stati Uniti. L'album ebbe un buon successo in Australia, dove diventò disco di platino e debuttò al primo posto delle ARIA Charts. Anche il singolo Cherry Lips riscosse un ottimo successo, ricevendo il disco d'oro.

## Tracce
1. Shut Your Mouth – 3:25
2. Androgyny – 3:09
3. Can't Cry These Tears – 4:16
4. Til the Day I Die – 3:28
5. Cup of Coffee – 4:31
6. Silence is Golden – 3:49
7. Cherry Lips (Go Baby Go!) – 3:12
8. Breaking Up the Girl – 3:33
9. Drive You Home – 3:58
10. Parade – 4:06
11. Nobody Loves You – 5:07
12. Untouchable – 4:03
13. So Like a Rose – 6:17

## Classifiche
| Classifica (2001)              | Posizione massima |
| ------------------------------ | ----------------- |
| Australia                      | 1                 |
| Austria                        | 9                 |
| Belgio (Fiandre)               | 9                 |
| Belgio (Vallonia)              | 2                 |
| Canada                         | 6                 |
| Danimarca                      | 12                |
| Europa                         | 2                 |
| Finlandia                      | 4                 |
| Francia                        | 3                 |
| Germania                       | 6                 |
| Italia                         | 9                 |
| Norvegia                       | 7                 |
| Nuova Zelanda                  | 2                 |
| Paesi Bassi                    | 24                |
| Regno Unito                    | 6                 |
| Spagna                         | 7                 |
| Stati Uniti                    | 13                |
| Stati Uniti (dance/electronic) | 1                 |
| Svezia                         | 29                |
| Svizzera                       | 10                |